# 이시다 히데유키
이시다 히데유키(일본어: 石田 英之, 1982년 4월 15일 ~ )는 일본의 전 축구 선수이다.

## 구단 경력
과거 카탈레 도야마, 카마타마레 사누키에서 활동하였다.